# Universitetsbyen i Caracas
Universitetsbyen i Caracas (spansk:  Ciudad Universitaria de Caracas) er Venezuelas centraluniversitet's hovedcampus i Caracas. Den blev tegnet af den venezulanske arkitekt Carlos Raúl Villanueva og blev i år 2000 optaget på UNESCOs Verdensarvsliste.
Universitetsbyen betragtes som et arkitektonisk og byplanlægningsmæssigt mesterværk og er det eneste universitetscampus, tegnet af en enkelt arkitekt, som har modtaget en sådan anerkendelse af UNESCOkommitten.
Campus og universitetsbygninger anses for at være Villanuevas mesterværk. Projektet krævede en massiv indsats af både byplanlægningen arkitektonisk design. Området blev skabt, hvor den gamle Hacienda Ibarra (som oprindeligt tilhørte Simon Bolivar 's familie) eksisterede og blev forenet til byens centrum omkring Plaza Venezuela. Præsident Isaias Medina Angarita's administration købte Hacienda Ibarra i 1942, for at give universitetet en større plads end Saint Francis Covent og gav Villanueva en enestående mulighed for at anvende deres bevidste integration af kunst og arkitektur i stor skala. Det omfattende urbankompleks på omkring 2 km² omfatter i alt 40 bygninger, og blev en af de mest succesfulde anvendelser af moderne arkitektur i Latinamerika. Villanueva arbejdede tæt sammen med alle de kunstnere der har bidraget deres arbejde og personligt tilsyn med projektet i 25 år frem til slutningen af 1960'erne, da hans helbred forværres og tvang ham til at forlade nogle par bygninger i projekteringsfasen.
Området opstod i midten af 1900'erne, og er et eksempel på sin tid arkitektur og byplanlægning.
Når området blev Verdensarvsområde i 2000, fremhævede udvalget bl.a. følgende bygninger: Aula Magna med "Clouds" ved Alexander Calder, det olympiske stadion og det overdækkede torv.

## Kunstnere som har bidraget til projektet

### Internationale
- Hans Arp
- André Bloc
- Alexander Calder
- Wifredo Lam
- Henri Laurens
- Fernand Léger
- Baltasar Lobo
- Antoine Pevsner
- Sophie Taeuber-Arp
- Victor Vasarely

- Cloud Shepherd, af Hans Arp
- Cloud Shepherd, af Hans Arp
- Clouds, af Alexander Calder
- L'Amphion af Henri Laurens
- L'Amphion af Henri Laurens
- Glasmosaikvindue af Fernand Léger
- Malet af Fernand Léger
- Skulptur af Baltasar Lobo
- af Antoine Pevsner
- Tribute to Malevich by Victor Vasarely

### Kunstnere fra Venezuela
- Miguel Arroyo
- Armando Barrios
- Omar Carreño
- Carlos González Bogen
- Pedro León Castro
- Mateo Manaure
- Francisco Narváez
- Pascual Navarro
- Alirio Oramas
- Alejandro Otero
- Héctor Poleo
- Braulio Salazar
- Jesús-Rafael Soto
- Víctor Valera
- Oswaldo Vigas

- af Pascual Navarro
- af Mateo Manaure
- af Mateo Manaure
- af Alejandro Otero
- af Alejandro Otero
- af Víctor Valera